# Голанд, Илья Борухович
Илья Борухович Голанд (2 января 1918, Даугавпилс — 16 октября 1977, Ленинград) — советский фотохудожник, мастер цветной фотографии.

## Биография
Родился 2 января 1918 года в Двинске (Даугавпилс, Латвия) в семье Боруха Эльевича Голанда. Увлекся фотографией во время учёбы в гимназии. С 1938 года в латвийской армии.
С 1941 года участник Великой Отечественной войны. Был трижды ранен. Голанд служил военным разведчиком-звукометристом на Карельском фронте. В результате ранений и последовавшей за ними газовой гангрены лишился обеих ног. Награждён орденом Отечественной войны I степени (1947).
В 26 лет став инвалидом, не пал духом, а продолжил заниматься любимым делом — фотографией, снимал Эрмитаж в эвакуации. В мирное время эти работы были показаны в Эрмитаже.
После войны переехал в Ленинград. Город на Неве вдохновил его. Голанд создаёт художественное фотоателье и фотолабораторию.
Одним из первых стал делать с цветных негативов цветоделение для полиграфии. Опубликовал множество авторских открыток — в том числе с видами Крыма и Кавказа. Являлся пионером-новатором цветной печати. Авторская модернизация фототехники позволяла Голанду добиться уникального качества снимков. В 1956 году получил разрешение на двухнедельную съёмку на территории Кремля. В 1957 году авторский фотоальбом Ильи Борисовича Голанда «Москва» — первый отечественный цветной фотоальбом — был выпущен тиражом 50 000 экз. В 1958 году с негативов Голанда Шосткинский химический комбинат выполнил на экспериментальной плёнке собственного производства цветные диапозитивы — почти в стократном увеличении. Следующий авторский альбом «Ленинград» был выпущен в 1964 году.
Умер 16 октября 1977 года. Похоронен на кладбище Памяти жертв 9 января в Санкт-Петербурге.

## Семья
Был женат на Анне Андреевне Жегловой. Имел троих детей.